# Sandara Park
Sandara Park (Hangul: 박산다라; n. 12 noiembrie 1984, Busan, Coreea de Sud), cunoscută și sub numele de Dara (Hangul: 다라), este o cântăreață, actriță și prezentatoare TV. A devenit faimoasă în Filipine ca și concurentă într-un show de talente Star Circle Quest în 2004, după care a avut o carieră de succes ca și cântăreață și actriță înainte de a se întoarce în Coreea de Sud în 2007. Și-a făcut debutul sud coreean ca și membră a trupei k-pop 2NE1, ce a devenit una dintre cele mai bine vândute trupe de fete din toate timpurile până la destrămarea acesteia în 2016.

## Copilărie
Sandara Park s-a născut pe 12 noiembrie 1984, în Busan, Coreea de Sud, și are o soră, Durami, și un frate mai mic, "Thunder", care este membru al trupei sud coreene de k-pop MBLAQ. Familia ei era una înstărită până în momentul în care afacerea tatălui ei a dat faliment și s-au mutat în Filipine. Aici, familia a încercat să își refacă viața iar Sandara și-a urmat studiile.
Pe perioada școlii, Sandara a întâlnit o actriță filipineză, Pauleen Luna, care a încurajat-o să ia parte la reality show-ul "Star Circle Quest" în 2004. În ciuda faptului că a fost discriminată pentru originea sa, aceasta a reușit să termine pe locul 2 al emisiunii. Mai apoi s-a alăturat agenției "Star Magic", care se ocupa cu organizarea de evenimente, obținând astfel numeroase oferte de reclame si actorie.

## Legături externe
- Sandara Park pe Twitter
- Sandara Park la Allmovie